# Fritz London
Fritz Wolfgang London (ur. 7 marca 1900 we Wrocławiu, zm. 30 marca 1954 w Durham) – niemiecko-amerykański fizyk teoretyk, profesor Uniwersytetu Duke'a w Durham. Zajmował się fizyką kwantową i nadprzewodnictwem. W 1939 wyemigrował do Stanów Zjednoczonych, a w 1945 otrzymał obywatelstwo USA.

## Osiągnięcia
W roku 1927 wraz z Walterem Heitlerem podał wyjaśnienie wiązania homopolarnego w atomie wodoru.
W roku 1930 (wraz z R. Eisenschitzem) zbudował teorie oddziaływań pomiędzy atomami gazów szlachetnych. Od niego pochodzi termin "oddziaływania dyspersyjne". Zobacz siły Londona.
W roku 1935, wraz z bratem Heinzem, podał teorię będącą fundamentalnym krokiem do zrozumienia elektromagnetycznych własności nadprzewodników. Zobacz teoria Londonów.